# 阿列克谢·阿尔希波维奇·列昂诺夫
阿列克谢·阿尔希波维奇·列昂诺夫（俄语：Алексей Архипович Леонов，羅馬化：Alexey Arkhipovich Leonov，俄語發音：[ɐlʲɪˈksʲej ɐˈrxʲipəvʲɪtɕ lʲɪˈonəf]；1934年5月30日—2019年10月11日）是前苏联宇航员，曾在上升2号任务中成为首个成功進行舱外活动的人类。

## 早期
列昂诺夫出生于贝加尔湖附近的利斯特維揚卡（Listvyanka）小镇，是家中9个孩子的第8个。从小就显现出技术和艺术方面的天赋。二战过后，随父母举家迁往原属纳粹德国的柯尼斯堡。1953年，列昂诺夫进入了位于里加的艺术学院。然而，他后来却转入了哈尔科夫的空军学院，并在1957年经过100次跳伞训练后作为伞兵教官毕业。在此期间他依然在夜校学习艺术并保持练习排球。1960年3月，列昂诺夫作为伞兵和领航员，被选为第一批20名航天员之一。

## 执行任务

### 上升2号

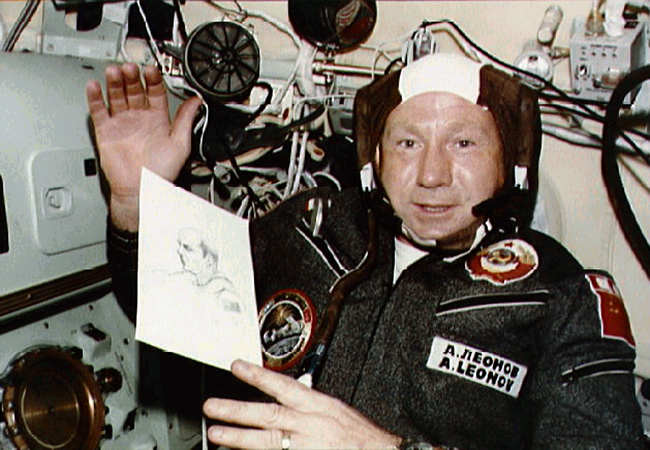
1975年联盟19号内

1965年3月18日，列昂诺夫作为副驾驶，与宇航员帕维尔·别利亚耶夫搭档，执行上升2号任务。在该任务中，列昂诺夫拴着5米长的安全绳，离开宇宙飞船到达太空环境中进行了了10分钟的活动，成为首个完成出舱活动的人类。在返回时，由于宇航服的膨胀而被卡在了气闸舱舱口。在多次排放掉宇航服内气体后他才最终进入太空舱内。降落过程中，太空舱内的氧气压力和温度因故开始升高，两名宇航员进入昏迷状态。昏迷过程中，可能是他们中的一个碰触了补充空气的开关，使舱内环境开始恢复正常。然而飞船的导航系统也出现了故障，飞船降落在距离预定地点3200公里的西伯利亚森林中，经历了两天饥寒交迫的等待后，二人步行到9公里外的临时机场。列昂诺夫因为此次行动获得了苏联英雄的称号并成为航天员队伍的副指挥官。

### 取消的计划
1968年9月和11月，列昂诺夫曾为原计划在1969年2月执行的绕月环行任务做过排练。但因为美国率先在1968年发射了阿波罗8号，该任务最终被取消。随着阿波罗11号的成功和n1火箭屡次实验失败，苏联的载人登月计划宣告破产。原来设计做为载人登月飞船的联盟号飞船开始被安排做苏联空间站的运输工具。列昂诺夫本计划作为指令长与克罗丁（Kolodin）和库巴佐夫参与联盟11号任务，但因为与他搭档的宇航员库巴佐夫在任务执行前被查处肺部有阴影（可能患有肺结核）而被取消任务。被替补参与联盟11号任务的宇航员后来因为返回舱减压事故全部牺牲。

### 阿波罗-联盟计划
1973年，列昂诺夫开始为阿波罗-联盟计划先后在苏联和休斯顿接受训练，训练内容包括英语。1975年7月15日，他作为指令长和工程师库巴索夫一起参与了联盟19号任务。17号，两艘飞船对接成功，交换了宇航员并进行了科学实验。因为此次行动，列昂诺夫获得了第二个苏联英雄称号。

## 退役与艺术创作
1976年到1982年，列昂诺夫成为太空人队伍指挥官，训练其他太空人。并担任着尤里·加加林太空人训练中心副主任一职。1991年，他作为少将退役。成为宇航员之后，列昂诺夫的画作常常以太空和他的两次太空任务为题材。他的画作曾在苏联各地和美国国家航空太空博物馆展览。
2019年2月上旬，他因糖尿病住院。10月11日去世，享年86岁。10月15日被安葬在联邦军人纪念公墓。